# Lolke Siderius

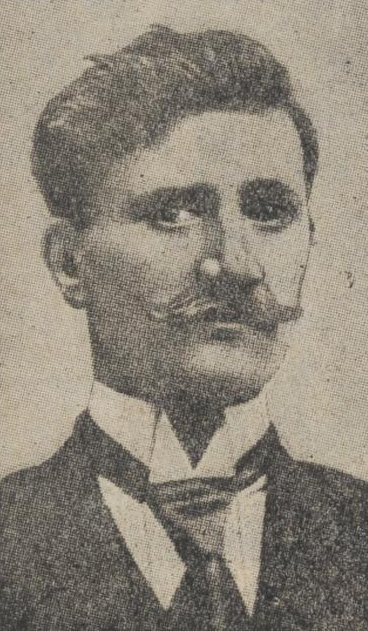
Lolke Siderius

Lolke Siderius (Lankum bij Franeker, 4 augustus 1885 – aldaar, 16 augustus 1920) was een boer-mechanicus.
Hij bouwde een verplaatsbaar planetarium. Anders dan Eise Eisinga bouwde hij het niet tegen de zolder, maar van een dubbele tafel. Het oppervlak van elk van de drie vlakken is circa 60 centimeter in een Z-vorm. De onderste tafel is de gradenverdeling, de zon, de maan, Venus-Mercurius in roterende beweging. Tegen een van de verhoogde muren is een sterrenhemel met alle sterrenbeelden. Op de bovenste tafel ziet men de zon, de aarde en de maan. De verschillende verduisteringen zijn erop te zien. Dit is niet het geval op het planetarium van Eisinga.
Siderius heeft zeven à acht jaar aan zijn planetarium gewerkt. In 1919 kwam het gereed en ging Siderius met zijn planetarium op tournee naar Harlingen, Leeuwarden, Groningen, Baarn en Utrecht. Lang heeft hij er niet van kunnen genieten. Kort na het voltooien van het planetarium overleed Siderius op 35-jarige leeftijd.
Het planetarium werd op 3 april 1925 in Leeuwarden openbaar verkocht. De belangstelling was niet bijster groot. Het planetarium kwam voor een bedrag van ƒ 201 in het bezit van Broer Siderius, de broer van de maker.
Op 4 oktober 1929 ging het planetarium verloren bij een felle brand in de door Broer Siderius bewoonde boerderij.

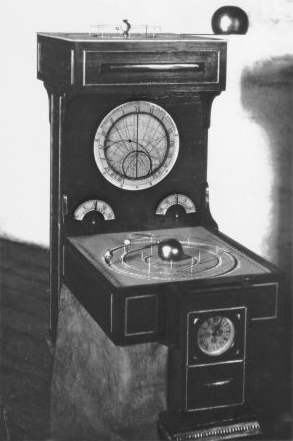
Planetarium (voorzijde)
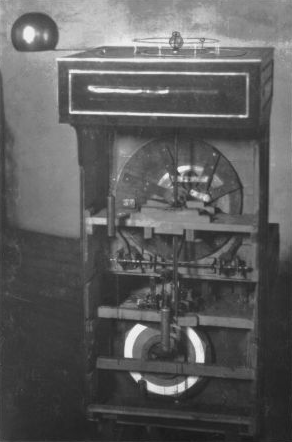
Planetarium (achterzijde)